# 皂旗張
皂旗張，其姓名不详，明朝军事将领。
皂旗張为明朝都指挥使。靖难之役爆发后，皂旗張率部平定，因其力挽千斤，每次攻城拔寨时都举皂旗为先锋，军中称其为“皂旗張”。后死时仍執旗不倒。